# Australian Financial Review
Острэлиан файнэншл ревью (англ. Australian Financial Review — общенациональная австралийская финансово-экономическая газета. Публикуется ежедневно с понедельника по субботу, издается Fairfax Media.

## История
Была основана в 1951 году как еженедельная газета. С октября 1961 она стала выходить дважды в неделю, а с 1963 стала публиковаться ежедневно.
В 1995 году вышел в свет The Australian Financial Review Magazine и был запущен веб-сайт Australian Financial Review.
В 2007 году веб-сайт Australian Financial Review был переведен на коммерческую основу, вследствие чего появилась электронная подписка и отдельный веб-сайт по инвестициям AFR Market Wrap.